# Station Skorzewo
Station Skorzewo is een spoorwegstation in de Poolse plaats Skorzewo.